# Bisdom Borongan
Het bisdom Borongan (Latijn: Dioecesis Boronganensis) is een rooms-katholiek bisdom met als zetel Borongan, op de Filipijnen. Het bisdom is suffragaan aan het aartsbisdom Palo. 

## Geschiedenis
Het bisdom werd opgericht op 22 oktober 1960, uit delen van het bisdom Calbayog, en was suffragaan aan het aartsbisdom Cebu. Het verloor gebied bij de oprichting van het bisdom Catarman in 1974. Op 15 november 1982 veranderde het van kerkprovincie en werd suffragaan aan het aartsbisdom Palo. 

## Parochies
Het bisdom had in 2022 een oppervlakte van 4.641 km2 en telde 496.000 inwoners waarvan 99,0% rooms-katholiek was.

## Bisschoppen
- Vicente Posada Reyes (19 januari 1961 - 8 augustus 1967)
- Godofredo Pedernal Pisig (26 februari 1968 - 18 september 1976)
- Sincero Barcenilla Lucero (8 maart 1977 - 10 december 1979)
- Nestor Celestial Cariño (12 augustus 1980 - 31 januari 1986)
- Leonardo Yuzon Medroso (18 december 1986 - 17 oktober 2006)
- Crispin Barrete Varquez (4 augustus 2007 - heden)

## Galerij van afbeeldingen

Wapen van het bisdom
Voormalig wapen van het bisdom (1961-1976)

Palo (aartsbisdom) · Borongan · Calbayog · Catarman · Naval